# Thor (geslacht)
Thor is een geslacht van garnalen uit de familie Hippolytidae. De wetenschappelijke naam, die verwijst naar de god uit de Noordse mythologie, werd voor het eerst gepubliceerd door John Sterling Kingsley in 1878. Kingsley beschreef ook de eerste soort uit het geslacht, de typesoort Thor floridanus die bij Key West in Florida was gevonden.

## Soorten
- Thor algicola Wicksten, 1987
- Thor amboinensis (de Man, 1888)
- Thor cocoensis Wicksten & Vargas, 2001
- Thor cordelli Wicksten, 1996
- Thor dobkini Chace, 1972
- Thor floridanus Kingsley, 1878
- Thor intermedius Holthuis, 1947
- Thor manningi Chace, 1972
- Thor marguitae Bruce, 1978
- Thor paschalis (Heller, 1862)
- Thor spinipes Bruce, 1983
- Thor spinosus Boone, 1935